# دولار ديزورمو (كيبك)
دولار ديزورمو، كيبك (بالإنجليزية: Dollard-Des Ormeaux)‏ هي مدينة كندية تقع في مقاطعة كيبك. تبلغ مساحة هذه المدينة 15.1019 (كم²)، ويبلغ عدد سكانها 48930 نسمة حسب إحصاء سنة 2006 م، بينما كان يسكنها 48206 نسمة في سنة 2001 م. تحتل هذه المدينة المرتبة رقم 94 بين مدن كندا حسب عدد السكان والمرتبة رقم 18 في المقاطعة. النمو سكاني في هذه المدينة يقدر بـ(1.5).

## أعلام
- كوري واتسون
- ديريك فرينت

## وصلات خارجية
- الأطلس الحكومي لكندا
- إحصاءات كندا مع ساعة تعداد السكان